# Villa Liebermann (Kiew)
Die Villa Liebermann (ukrainisch Маєток Лібермана), auch Lebkuchenhaus (Пряничный дом) genannt, ist ein 1879 im Stil des Eklektizismus errichtetes Gebäude in der ukrainischen Hauptstadt Kiew und beherbergt den Nationalen Schriftstellerverband der Ukraine.

## Geschichte
Die 1879 vom Architekten Wladimir Nikolajew im Stil des Eklektizismus erbaute Villa wurde von 1886 bis 1896 vom Generalgouverneur von Kiew angemietet und 1898 vom Zuckerbaron Simcha Liebermann gekauft. Der Namensgeber der Villa ließ das Gebäude vom Architekten Nikolajew aufstocken und im Neorenaissancestil verzieren. Im ersten Stock ließ sich der jüdische Besitzer in einem als Bethaus genutzten Raum ein ausziehbares Dach installieren, das jahrelang an Laubhüttenfesten als stabile Laubhütte genutzt werden konnte.
Am 16. Februar 1989 wurde im Gebäude die Volksbewegung der Ukraine für die Perestroika gegründet, die sich später zu einer politischen Partei wandelte.
Der in der Villa seit 1953 ansässige Schriftstellerverband organisiert jährlich 200 bis 250 verschiedene kulturelle Veranstaltungen wie beispielsweise Literaturabende in dem Gebäude.

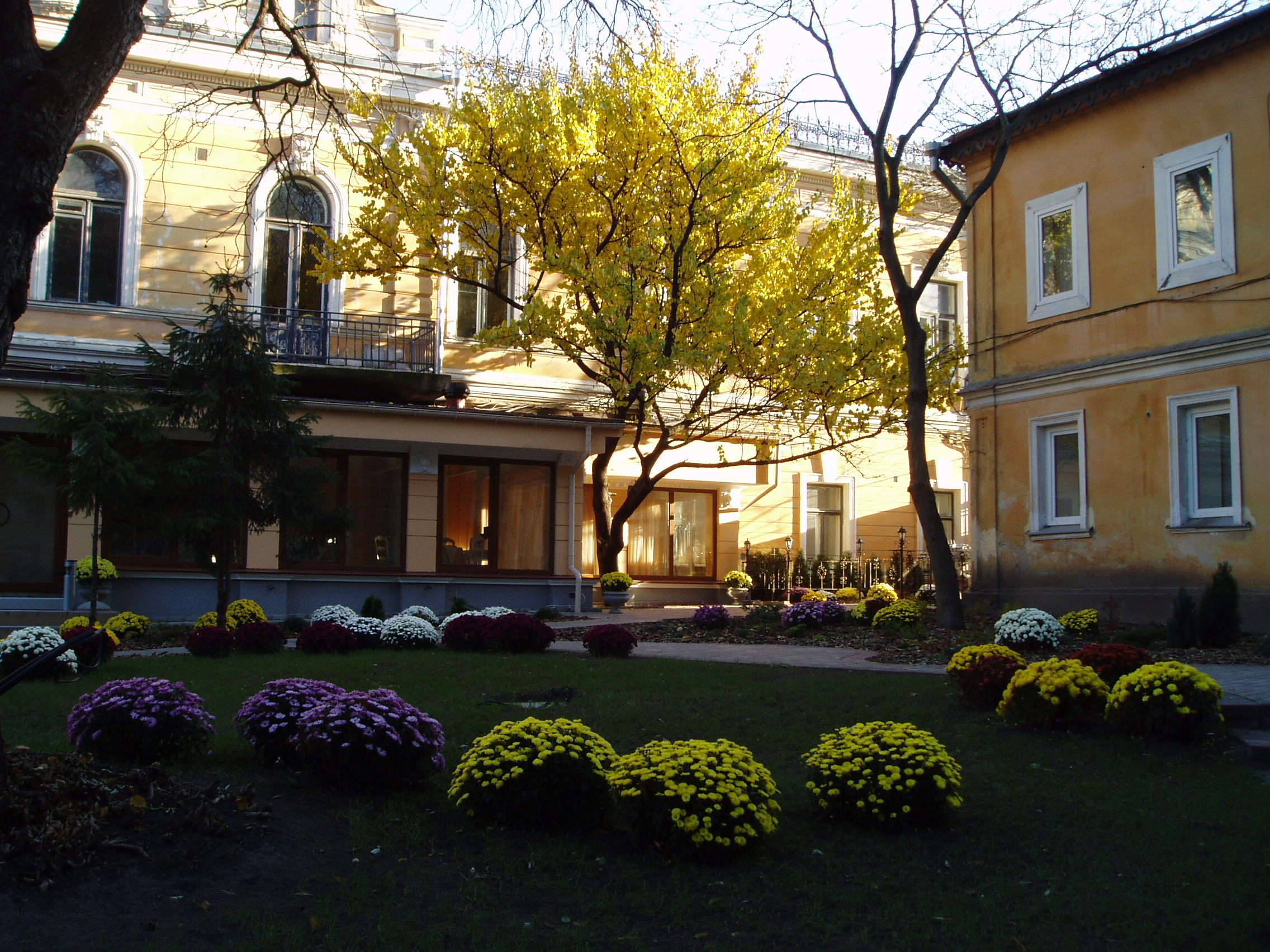
Rückseite der Villa

## Lage
Die Villa Liebermann befindet sich in der Kiewer Innenstadt auf der Wulyzja Bankowa (Вулиця Банкова) 2 nahe dem Haus mit den Chimären, dem Haus der weinenden Witwe und dem Präsidialamt der Ukraine.